# Dajabón (rzeka)
Dajabón (także Massacre) – rzeka w Dominikanie i Haiti. Stanowi północną część granicy dominikańsko-haitańskiej. Liczy 55 kilometrów. Jej dorzecze to 380 km². Wypływa spod szczytu Pic de Gallo w Kordylierze Centralnej i wpływa do Atlantyku.